# Chiesa di San Giorgio (Morbio Inferiore)
La chiesa di San Giorgio è un edificio religioso che si trova a Morbio Inferiore, in Canton Ticino.

## Storia
Benché l'origine della costruzione vada ricercata fra il VII e l'VIII secolo, essa viene citata per la prima volta in documenti storici risalenti al 1309. Ulteriori menzioni si registrano nel 1504.
Il campanile risale al tardo medioevo.

## Descrizione
La chiesa ha una pianta a tre navate con una copertura a capriate in vista. 
All'interno della chiesa si conservano affreschi risalenti al Quattrocento e al Cinquecento. Di pregevole interesse storico artistico è anche l'organo positivo, strumento costruito nel 1773 a Belvedere Ostrense e restaurato nel 1978.

## Galleria d'immagini

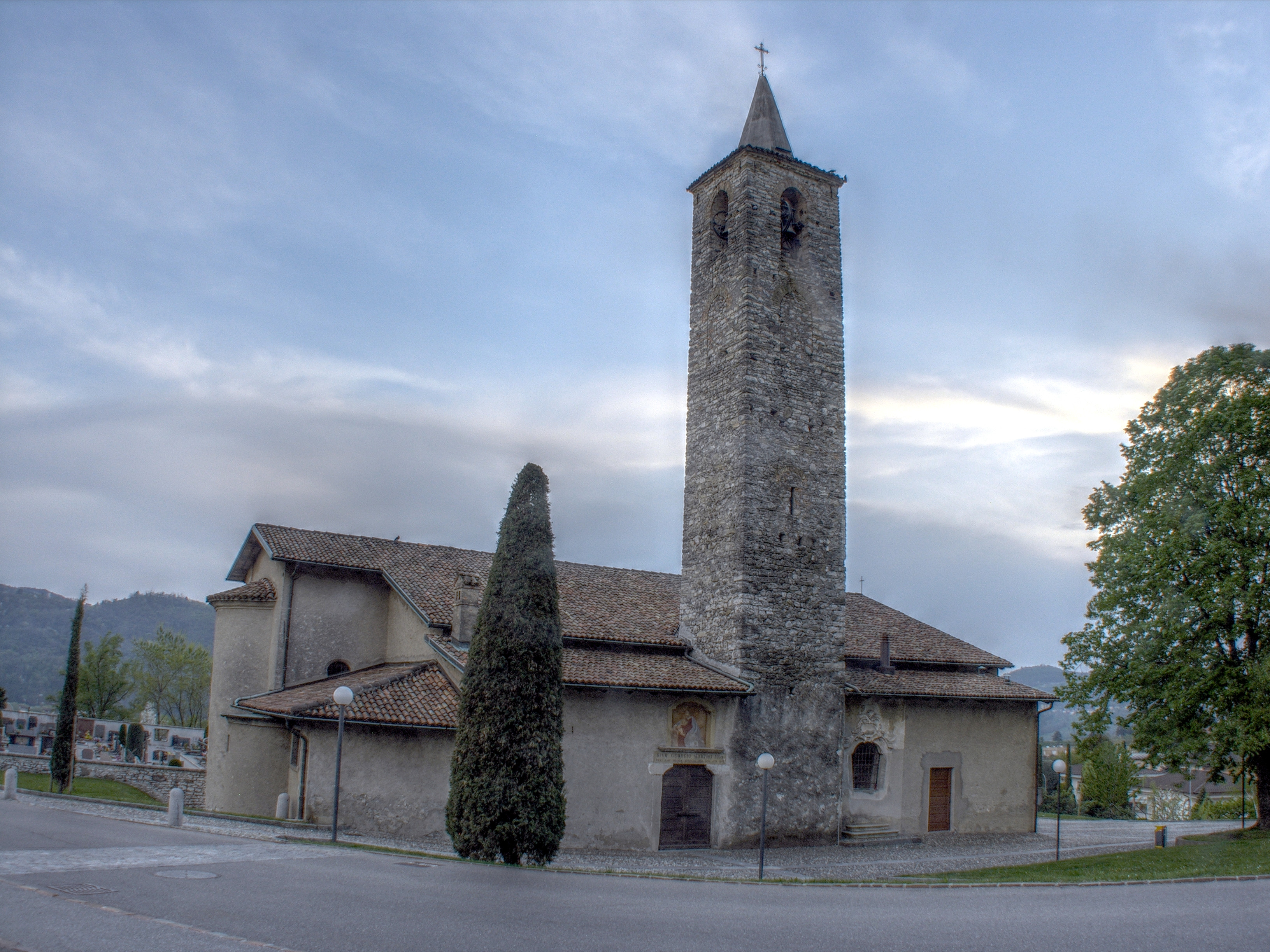
La chiesa di San Giorgio vista dal retro.
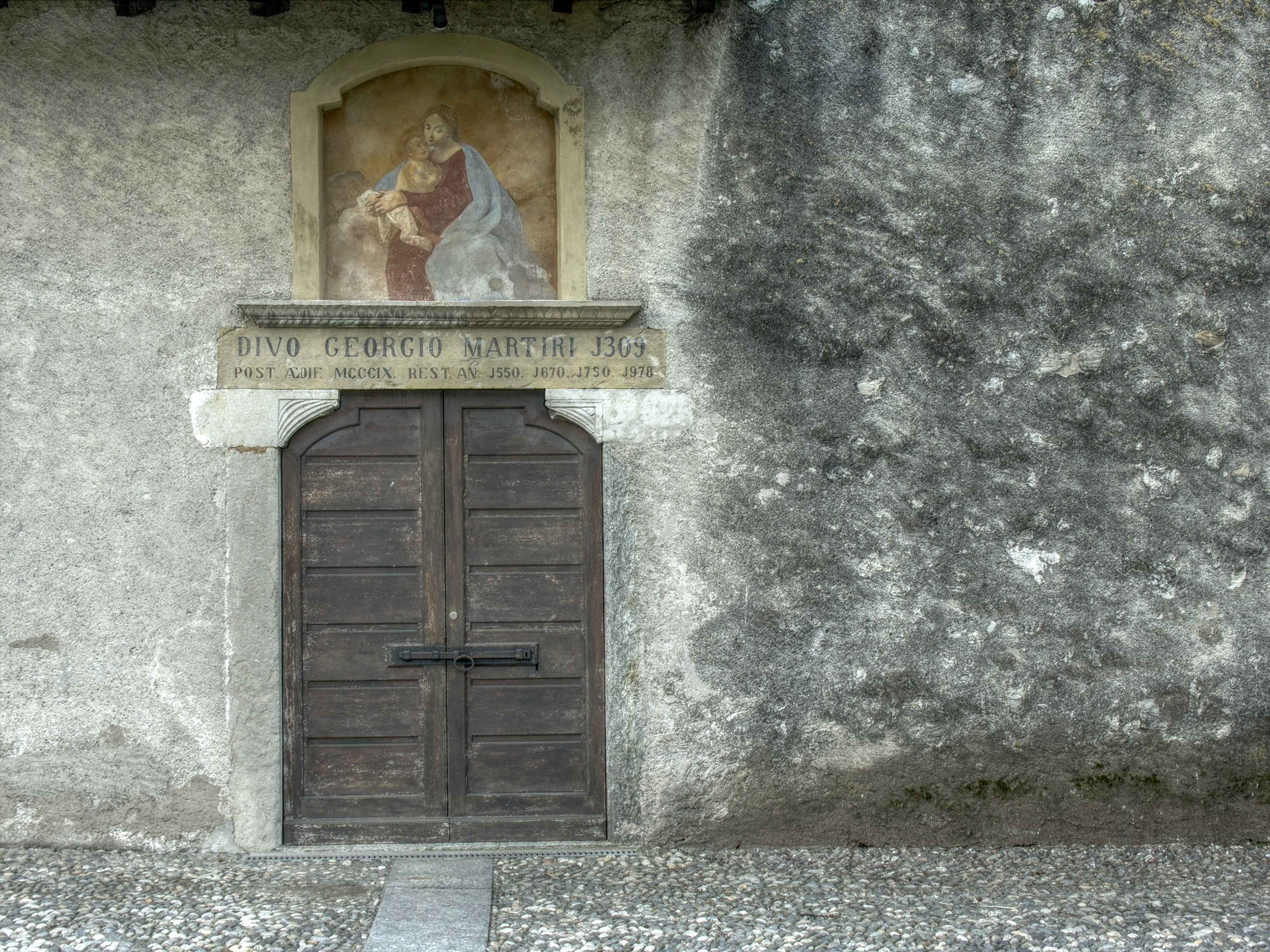
La portina laterale con riportate le date di costruzione e di restauro della chiesa.
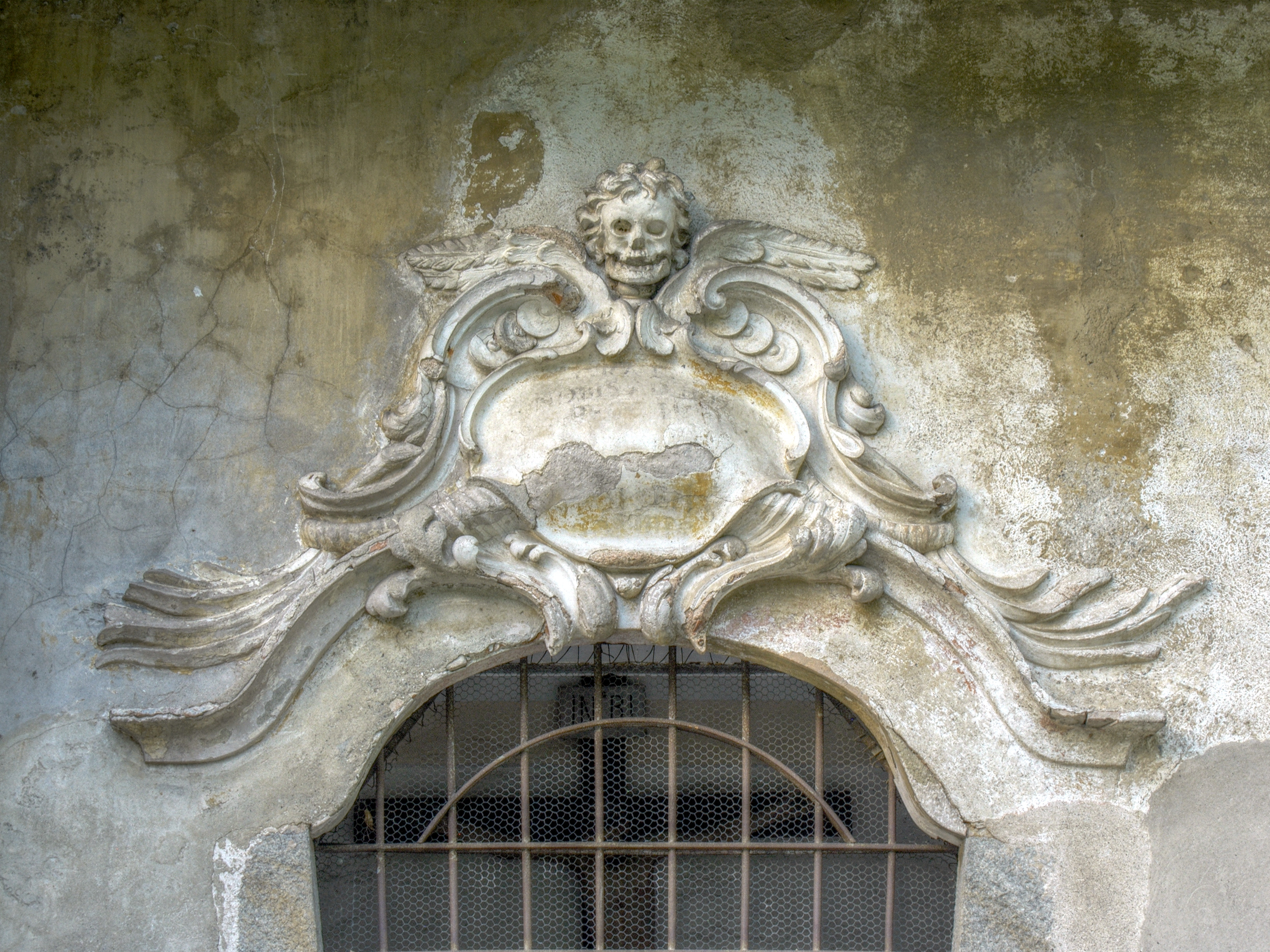
Particolare di un fregio posto lateralmente alla chiesa.
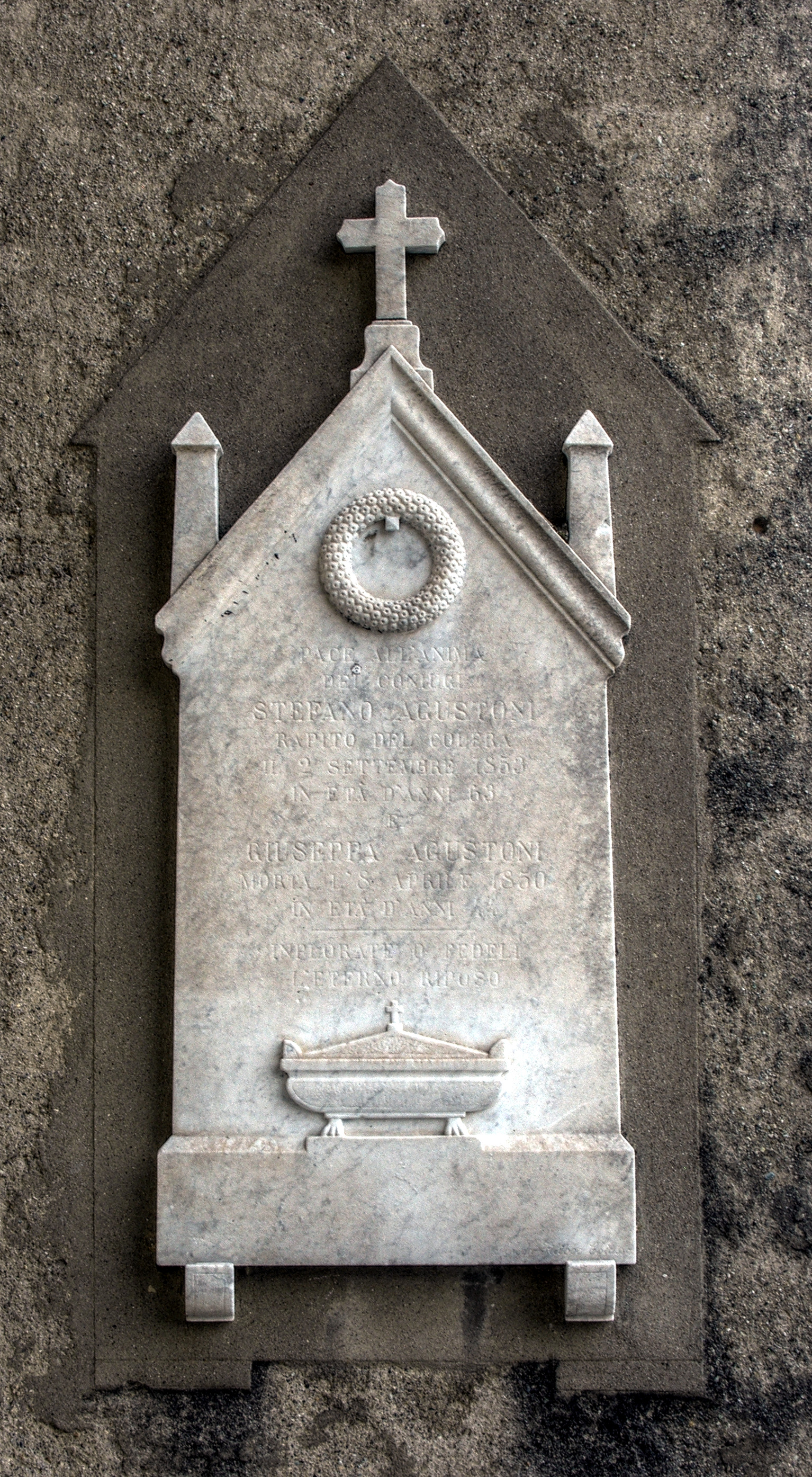
Lapide in memoria di Stefano e Giuseppa Agustoni
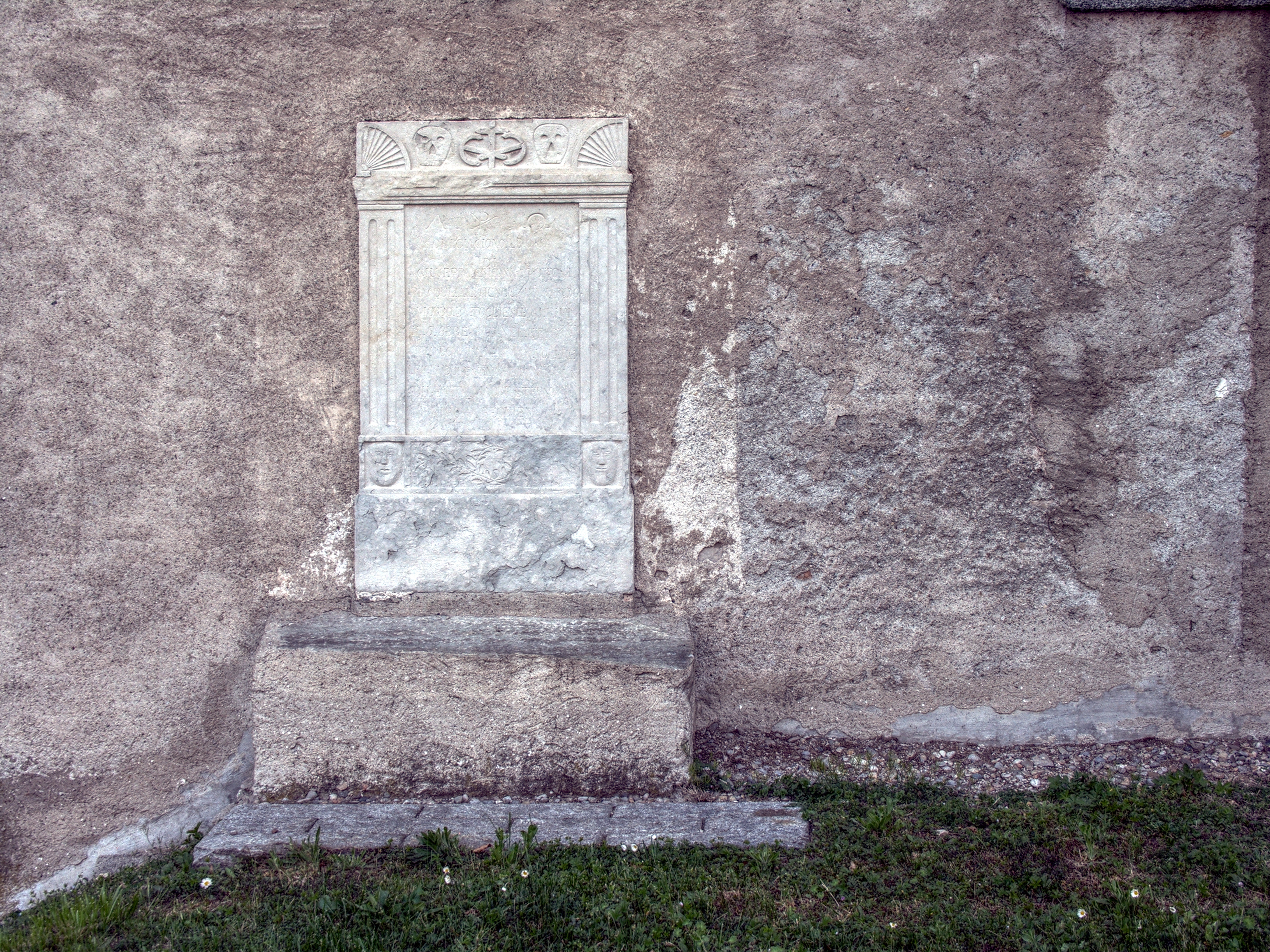
Ossario di Giuseppa Crisoni Agustoni
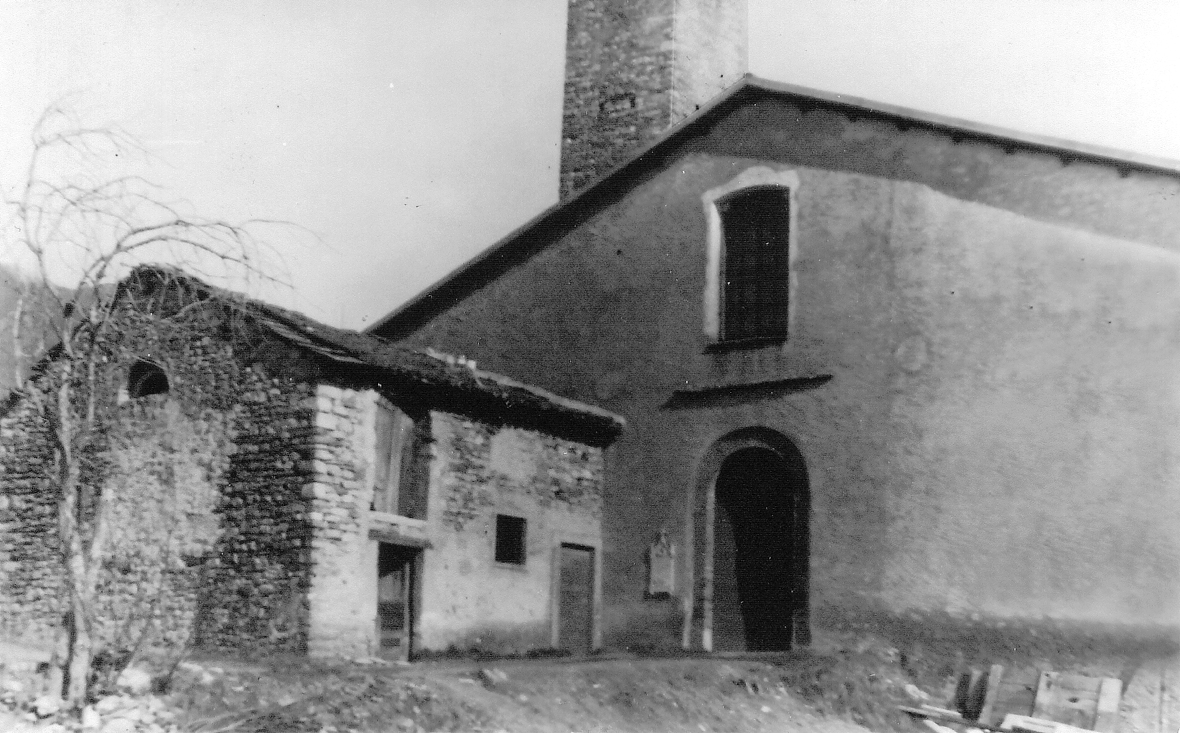
La facciata della chiesa come appariva negli anni trenta